# Karabašský kůň

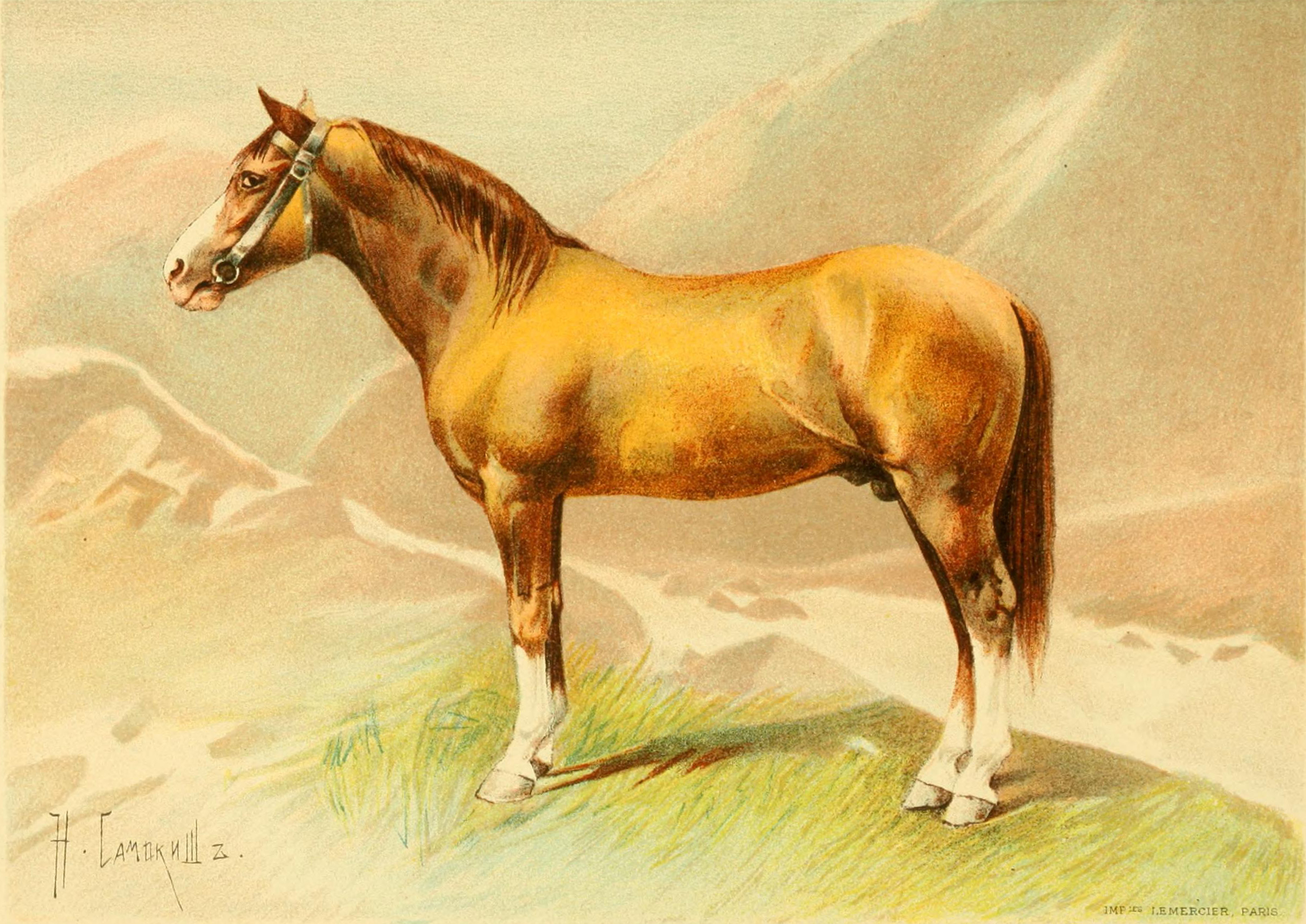
Karabašský kůň (ilustrace, 1894)

Karabašský kůň (anglicky Karabakh horse) je plemeno koně.

## Popis
Ač se šlechtěním rámec koní zvětšil, jeho kohoutková výška patří mezi nižší (143–145 cm). Spíše čtvercového rámce, ale může být i obdélníkového. Hlava je rovná nebo mírně štičí s širokým čelem, krk je svalnatý a výše nasazen, méně výrazný kohoutek, strmější lopatka, hluboká širší hruď a suchý fundament s kvalitními kopyty. Končetiny jsou dlouhé s méně výraznými  klouby. Kůže je tenká s výrazně lesklou srstí.
Vyskytuje se ve zbarvení hnědák, ryzák, plavák a ojediněle jako isabela, plavák a vraník. Často se vyskytují ryzáci s typickým zlatým nádechem. Žádoucí jsou bílé znaky na hlavě a nohou.

## Historie
Karabašský kůň postupně vznikal kombinací tří plemen (x/x, perský arab a turkmenský kůň).
Postupně tak na horských pastvinách horního Karabachu vznikalo nové plemeno. Ty ušlechtilejší patřili panovnickým rodům, kteří je dále šlechtili na jezdeckou výkonnost. Avšak nebyli by to panovníci, kdyby netoužili mít něco výjimečného. U karabašských koní se občas vyskytlo neobvyklé zbarvení jako zlatý ryzák nebo zlatá isabela, které se panovníkům zalíbilo natolik, že koně na tyto barvy začali selektovat. Jak už je asi jasné, touto selekcí se výrazně oslabila konstituce a odolnost a tak se od této selekce upustilo. Hřebci byli také využíváni v hřebčínech v Rusku. Měli velký vliv na vznik plemen Donský kůň, Těrský kůň a Orlovský klusák.
Konec 19. století byl začátkem úpadku plemene, způsobilo jej hromadný prodej těch nejlepších koní do zahraničí. Další ranou byla první světová válka. Po převzetí vlády SSSR se chov opět dostal do plánovaného rozvoje. Podařilo se shromáždit 22 klisen s hříbaty a ti byly v roce 1948 převezeni do provizorního chovu nedaleko Agdamu.

## Současnost
Nyní plemenu znovu hrozí zánik. Počet čisté populace se odhaduje na méně než 1000 čistokrevných jedinců. Jedním z chovatelů, kteří se snaží plemeno zachránit je Yashar Gulu-Zadeh. Karabašské koně chová již více než deset let. Jeho farma v zalesněném podhůří Shaki čítá více než 35 čistokrevných koní (údaj z roku 2015).
K záchraně plemen dnes přispívá i sdružení Euroasijských plemen koní, kam také spadá Karabašský kůň. Sdružení se snaží o záchranu plemene, ale kvůli zákazu dovozu koňovitých z Ázerbájdžánu (nařízení EU) je import mimořádně obtížný.
V současné době se v Evropě nachází okolo 30 jedinců tohoto plemene, většina z nich jsou valaši a věkový průměr této populace je velmi vysoký.

## Zajímavosti
Karabašský kůň je ázerbájdžánské národní plemeno. Je také vyobrazen jako symbol okresů Agdam a Shaki, najdete ho i na poštovních známkách. Plemeno je často zmiňováno v tamní literatuře.
- V roce 2012 byli koně předvedeni v rámci výstavy Royal Windsor Horse Show, kde vystoupili pro královnu Alžbětu II.
- V roce 2004, kůň jménem Kishmish zvládl uběhnout hned dva rychlostní rekordy: 1 km za 69 sekund a 1,6 km za 1 minutu 52 sekund
- V roce 1867 byl karabašský hřebec „Chan“ na světové výstavě v Paříži oceněn stříbrnou medailí[2]